# Пулау-Текукор

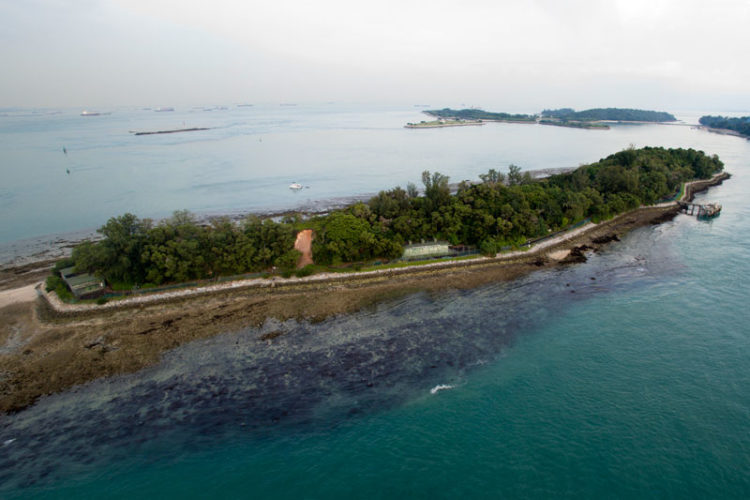
Острів Текукор

Пулау Текукор (або острів горлиці) — один із південних островів Сінгапуру. Острів також був відомий як Пулау Пеньябонг. Це також місце колишнього сховища боєприпасів. Були пропозиції перетворити острів на житловий район, курорт або екопарк (Мавпячий острів).